# 第30師団 (日本軍)
第30師団（だいさんじゅうしだん）は、1943年から1945年まであった大日本帝国陸軍の師団の一つ。

## 沿革
1943年（昭和18年）5月14日に軍令陸甲第41号によって臨時編成が命じられた。既存の師団から歩兵連隊を1つずつ移して3個連隊の師団としたものである。歩兵第41連隊は第5師団から、歩兵第74連隊は第19師団から、歩兵第77連隊は第20師団から編入した。
1944年8月、南方に転用され第35軍に編入。フィリピン・ミンダナオ島守備を担当した。レイテ島の戦いに投入され大きな損害を受け、さらにミンダナオ島の戦いでの過酷な持久作戦を遂行し終戦を迎えた。

## 師団概要

### 歴代師団長
- 小林浅三郎 中将：1943年6月10日 - 1944年3月28日[2]
- 両角業作 中将：1944年3月28日 - 終戦[3]

### 参謀長
- 山津兵部之助 大佐：1943年6月10日 - 終戦[4]

### 最終所属部隊
- 歩兵第41連隊（福山）：炭谷鷹義大佐
- 歩兵第74連隊（咸興）：根岸幹大佐
- 歩兵第77連隊（平壌）：新郷栄次大佐
- 捜索第30連隊：名波敏郎大佐
- 野砲兵第30連隊：大塚曻大佐
- 工兵第30連隊：大内維武大佐
- 輜重兵第30連隊：吉村繁次郎中佐
- 第30師団通信隊：村上一男少佐
- 第30師団兵器勤務隊：前田光吉大尉
- 第30師団衛生隊
- 第30師団第1野戦病院：大重弥吉大尉
- 第30師団第2野戦病院：中山剛大尉
- 第30師団第4野戦病院
- 第30師団病馬廠：梶浦正市獣医大尉
- 第30師団防疫給水部：須賀木一軍医少佐